# Kevin Reynolds
Kevin Reynolds (San Antonio, Texas, 17 de gener de 1952) és un director i guionista estatunidenc.

## Biografia
El seu pare va ser Herbert Reynolds, president de la Universitat de Baylor, i la seva mare va morir poc després que ell naixés per culpa d'una malaltia terminal. El seu pare va decidir que el seu fill passés diverses hores veient la televisió perquè «deixés volar la seva imaginació». Ja en l'institut, es va rebel·lar contra el seu pare i va aconseguir un treball com a cambrer en un pub. Quan va acabar els seus estudis, va tenir una forta discussió familiar i va repensar si estudiar o no a la universitat. Gràcies a la influència paterna, va cursar la carrera de Telecomunicacions a la universitat que presidia el seu pare. Poc després va decidir estudiar Dret i va exercir a la ciutat d'Austin (Texas).

### Cinema
Deu anys després va decidir matricular-se en la USC School of Cinema and Television. Steven Spielberg va decidir produir el seu Aurora roja (1984), protagonitzada per Patrick Swayze, Charlie Sheen i Lee Thompson. Poc després, Spielberg va decidir produir una altra de les seves pel·lícules: Fandango (1985), protagonitzada per Kevin Costner.
Després de la béstia de la guerra (1988), protagonitzada per Stephen Baldwin, va dirigir Robin Hood, príncep dels lladres (1991) i el seu protagonista va ser el seu amic Kevin Costner. Gràcies a la pel·lícula, van recaptar més de 225 milions de dòlars i va ser tot un èxit mundial. Rapa Nui (1994), protagonitzada per Jason Scott Lee, va ser produïda per Costner i no va tenir molt èxit. El mateix va succeir amb Waterworld (1995), de nou protagonitzada per Kevin Costner, amb un pressupost de 236 milions de dòlars i unes pèrdues d'aproximadament de 60 milions. Sembla que les discussions constants entre ell i Costner van fer el rodatge molt complicat i van ser la raó per la qual es va allunyar de la indústria del cinema. El 1997 va dirigir One eight seven, protagonitzada per Samuel L. Jackson. Una pel·lícula amb èxit, però que no va evitar que Reynolds s'allunyés del cinema. Anys després va tornar amb la seva versió sobre El comte de MonteCristo (2002), protagonitzada per James Caviezel i Guy Pearce, que no va aconseguir el benefici esperat. La seva última pel·lícula dirigida ha estat Tristán i Isolda (2006), protagonitzada per James Franco i produïda per Ridley Scott i altres productores alemanyes.

## Filmografia
Les seves pel·lícules més destacades són:

### Com a director
- 1985 : Fandango
- 1986 : Amazing Stories (episodi You Gotta Believe Me)
- 1988 : La bèstia de la guerra (The Beast)
- 1991 : Robin Hood: Príncep dels lladres
- 1993 : Rapa Nui
- 1995 : Waterworld
- 1998 : 187 (One Eight Seven)
- 2002 : The Count of Monte Cristo
- 2006 : Tristan i Isolda
- 2012 : Hatfields & McCoys
- 2016 : Risen

### Com a guionista
- 1984 : Aurora roja de John Milius
- 1985 : Fandango
- 1993 : Rapa Nui